# 飛鳥公子
飛鳥 公子（あすか きみこ、1947年 - ）は、日本の女優である。向井寛の監督第1作に出演しているほか、渡辺護の監督第1作の主演女優として知られる。

## 人物・来歴

### 成人映画の時代
1947年（昭和22年）、第二次世界大戦後の東京都豊島区巣鴨にコロッケ屋の娘として生まれる。
本名、学歴、前歴等は不明だが、満18歳となる1965年（昭和40年）1月に公開された『歪んだ裸形』（監督小川欽也）に出演、映画界にデビューする。記録に残る次の出演作は、同年5月に公開された向井寛の監督第1作『肉』であるが、井川耕一郎によれば、内田高子主演、3話オムニバスの同作での飛鳥の役どころは、『第二話 女子大生』における主人公の友人役で脇役であった。第3作が、同年6月に公開された『あばずれ』（監督渡辺護）であった。同作は渡辺護の監督第1作であり、渡辺は当初、『日本拷問刑罰史』（1964年）の森美沙を考えていたが、小森白プロダクション（のちの東京興映）の小森白は森を貸してくれず、飛鳥は、その後の渡辺との面接で選ばれた。面接で渡辺が冗談半分に「よく映画で見るとさあ、パンティーが不潔だったりするのあるからなあ。きれいなパンツはいてんだろうねえ」と言うと、飛鳥は「失礼ねえ。きれいかどうか、じゃあ、見て下さい」とその場でスカートをまくりあげたという。当時、芸能事務所に所属しており、面接にはマネジャーに伴われて来ていたが、事務所名、マネジャー名等は伝えられていない。
渡辺作品には、翌1966年（昭和41年）に公開された『浅草の踊り子 濡れた素肌』（主演可能かず子）、『のたうち』（主演新高恵子）、『絶品の女』（同）にも立て続けに出演している。同年9月に公開された『悲器』（監督湯浅浪男）は、「独立プロ初の十大女優総出演による超大作」とされ、飛鳥は、香取環、松井康子、谷口朱里、可能かづ子、桂奈美、清水世津、橘桂子、美矢かほるらとともにこれに出演した。『日本映画発達史』の田中純一郎は、同書のなかで黎明期の成人映画界のおもな出演者として、扇町京子、橘桂子、城山路子（光岡早苗と同一人物）、内田高子、香取環、新高恵子、松井康子、西朱実、朝日陽子、火鳥こずえ、華村明子、森美沙、湯川美沙、光岡早苗、路加奈子、有川二郎、里見孝二、川部修詩、佐伯秀男の名を挙げているが、飛鳥には触れていない。田中は、同じくおもな脚本家・監督として、若松孝二、高木丈夫（本木荘二郎の変名）、小林悟、新藤孝衛、糸文弘、小川欽也、小森白、山本晋也、湯浅浪男、宮口圭、南部泰三、藤田潤一、小倉泰美、浅野辰雄、片岡均（水野洽の変名）、深田金之助、福田晴一とともに渡辺護の名を挙げており、渡辺の監督昇進第1作の主演女優である飛鳥は、黎明期の独立系成人映画の重要な女優と言える。渡辺と同期の山本晋也の監督第3作『未公開の情事』（主演可能かず子、1965年）、第16作『いたづら』（主演清水世津、1967年）にも出演している。俳優であった酒匂真直の監督転向第1作『夜のいたずら』（主演橘桂子、1965年）にも出演している。
渡辺護の回想によれば「歌手になると言ってやめていった」という。1966年12月に発売された『実話情報』（昭和41年12月号）によれば、この年、歌手として楽曲を発表しているという。1967年（昭和42年）4月に公開された『処女ざくら』（監督奥脇敏夫）に主演、あるいは同年公開された『クライマックス』（同）に助演したのを最後に、出演歴が途絶える。『処女ざくら』では、『あばずれ』で継母を演じた左京未知子と再び共演、宣伝用ポスターでは左京と二枚看板であった。満20歳以降の消息は知られておらず、存命であれば、2015年（平成27年）には満68歳を迎える。

### 再評価
2003年（平成15年）11月21日、山形ドキュメンタリーフィルムライブラリー試写室で行われた「忘れ去られた映画史・最終章」の特集上映で、出演作『クライマックス』（監督奥脇敏夫）が上映された。
2009年（平成21年）3月14日 - 同年5月15日、ラピュタ阿佐ヶ谷で行われた「60年代まぼろしの官能女優たち」の特集上映で、出演作『悲器』（監督湯浅浪男）が16mmフィルム版で上映された。2012年（平成24年）に銀座シネパトスで行われた「PINK FILM CHRONICLE 1962-2012 午後8時の映画祭」の特集上映で、同年8月17日・18日には出演作『肉』（監督向井寛）が上映された。
2014年（平成26年）、飛鳥の主演作であり渡辺護の監督第1作である『あばずれ』は長年現存しないとされていたが、16mmフィルム版上映用プリントが発見され、同年12月5日 - 同9日に神戸映画資料館で行われた「渡辺護 はじまりから、最後のおくりもの。」の特集上映で上映された。同作の発見までは、監督第2作『紅壺』（主演真山ひとみ、1965年）が渡辺護の現存する最古の作品といわれていた。

## フィルモグラフィ
すべて出演である。東京国立近代美術館フィルムセンター（NFC）等の所蔵状況についても記す。

### 1965年
- 『歪んだ裸形』 : 製作浦田賢之助、監督小川欽也、原作笹沢左保、脚本村瀬孝雄、共演岡竜弘・西朱実、製作創映社（浜田プロダクションとも[20]）、配給新東宝興業、1965年1月公開（成人映画・映倫番号 13839） - 主演・「重都征子」役
- 『肉』 : 監督向井寛、主演内田高子、製作東京芸術プロダクション、配給国映、1965年5月公開（成人映画・映倫番号 13945） - 出演、80分の16mmフィルム版上映用プリントをデジタルミームが所蔵[9][13]
- 『あばずれ』 : 製作斎藤邦唯、監督渡辺護、脚本吉田貴彰、共演左京未知子、製作・配給扇映画、1965年6月公開（成人映画・映倫番号 不明） - 主演・「立子」役、60分の16mmフィルム版上映用プリントが現存[19]
- 『00の乳房』 : 監督新藤孝衛、製作青年芸術協会、1965年7月審査・8月3日公開[1]（成人映画・映倫番号 14068） - 主演
- 『未公開の情事』 : 企画千葉実、監督山本晋也、脚本五代斗志夫、主演可能かず子、製作・配給日本シネマフイルム、1965年7月27日公開（成人映画・映倫番号 14071） - 出演、79分の上映用ポジプリントをNFCが所蔵[6]
- 『夜のいたずら』 : 製作高木悟朗[8]（関口徹とも[1]）、企画井上猛夫、監督・脚本酒匂真直、原案藤村政治、主演橘恵子[8]（橘桂子とも[1]）、製作新日本映画、配給センチュリー映画社、1965年11月公開（成人映画・映倫番号 14213） - 出演・「ミカ」役
- 『夜ごとの牝猫』 : 監督・原案小川欽也、脚本前原昭児、主演城山路子、製作・配給大蔵映画、1965年11月23日公開（成人映画・映倫番号 14256） - 出演・「河村佐知子」役

### 1966年
- 『浅草の踊り子 濡れた素肌』 : 製作斎藤邦唯、企画井上猛夫、監督渡辺護、脚本栄町はじめ、主演可能かず子、製作扇映画、配給センチュリー映画社、1966年1月公開[8]（1965年11月公開とも[1]、成人映画・映倫番号 14290） - 出演・「マサミ」役
- 『女の秘密』 : 製作坂本景、企画浦上四郎、監督小倉泰美、脚本坂本景・池田正一、主演山中ケイ子、製作ヒロキ映画[8]（現代映像とも[1]）、配給大蔵映画、1966年2月公開[8]（1965年12月公開とも[1]、成人映画・映倫番号 14356） - 出演・「珠江」役
- 『制服の絶叫』 : 製作後藤充弘、企画葵映画企画、監督西原儀一、脚本中原朗、主演美咲容子、製作葵映画、1966年2月15日公開（成人映画・映倫番号 14388） - 出演[4]
- 『のたうち』 : 製作斎藤邦唯、監督渡辺護、脚本吉田貴彰、主演新高恵子、製作扇映画、配給大蔵映画、1966年5月17日公開（成人映画・映倫番号 14503）
- 『絶品の女』 : 製作斎藤邦唯、企画大島一城、監督渡辺護、脚本栄町はじめ、主演新高恵子、製作扇映画プロダクション、配給大蔵映画、1966年7月12日公開（成人映画・映倫番号 14171）
- 『悲器』 : 製作矢元照雄、企画朝倉大介、監督・脚本湯浅浪男、主演香取環、製作湯浅プロダクション、配給国映、1966年9月公開（成人映画・映倫番号 不明） - 出演、84分の16mmフィルム版上映用プリントが現存[15]・1990年ハミングバードがVHSビデオグラムを発売
- 『女の反応』 : 監督小林悟、共演清水世津・大原百代、製作東京プロダクション、配給六邦映画、1966年11月公開（成人映画・映倫番号 不明） - 主演

### 1967年
- 『いたづら』 : 企画千葉実、監督山本晋也、脚本五代斗志夫、主演清水世津、製作日本シネマフイルム、1967年1月13日公開（成人映画・映倫番号 14792） - 出演・「冬子」役
- 『戯れ』 : 監督山下治、共演大月麗子・藤ひろ子、製作青年群像、配給関東映配、1967年2月公開（成人映画・映倫番号 14850） - 主演・「美津子(旅館の女中)」役
- 『恍惚の夜』 : 製作三須芳昭、企画須見力、監督高野平、脚本名屋修、共演森達也・泉ユリ、製作美松プロダクション、1967年2月公開（成人映画・映倫番号 不明） - 主演
- 『昼下りの逢びき』[2]（『昼下がりの逢びき』[8]） : 監督向井寛、共演武藤周作、製作日本芸術協会、配給日本シネマ、1967年3月28日公開（成人映画・映倫番号 14862） - 主演・「最初の恋人」役
- 『(秘)女狩り』 : 製作・企画・監督・脚本木俣堯喬、共演白川和子、製作プロダクション鷹、1967年4月公開（成人映画・映倫番号 不明） - 主演
- 『処女ざくら』 : 製作・企画菜穂俊一、監督奥脇敏夫[17]、脚本吉岡太郎、共演左京未知子、製作・配給ワールド映画、1967年4月公開（成人映画・映倫番号 不明） - 主演・「初枝」役
- 『クライマックス』 : 監督奥脇敏夫、主演辰巳典子、製作・配給ワールド映画、1967年公開[5]（1968年公開とも[18]、成人映画・映倫番号 不明） - 出演・「コールガール・サチコ」役、64分の上映用プリントが現存[18]

## ビブリオグラフィ
- 「セクシー女優ハイライト」野川由美子・左幸子・橘桂子・飛鳥公子ほか : 『100万人のカメラ モンローをつぐセクシー女優全集』昭和40年3月号、新風社、1965年3月発行
- 「グラビア」飛鳥公子 : 『別冊近代映画』日本映画セクシー特集号2集、近代映画社、1965年3月発行
- 「グラビア」飛鳥公子 : 『別冊近代映画』日本映画グラマー美特集号、近代映画社、1965年10月発行
- 「地下室映画の女王・エロダクション看板スターアルバム」飛鳥公子・火鳥こずえ : 『甘い写真』昭和41年11月号所収、プレイグラフ社、1966年11月発行
- 「悩殺ソングでハッスルするピンキー女優たち」内田高子・飛鳥公子・青江三奈ほか : 『実話情報』昭和41年12月号、文献資料刊行会、1966年12月発行
- 「人妻が盗まれた夜の構図」飛鳥公子 : 『カメラ・アングル』昭和42年2月創刊号、辰巳出版、1967年2月発行
- 「熱帯の夜を狙われたミス観光」飛鳥公子 : 『カメラ・アングル』昭和42年11月晩秋特別号、辰巳出版、1967年11月発行
- 『現代愛の映画全集 成人映画の失神シーン3000景』、新風出版社、1969年2月1日発行